# Middlesex (Jamaika)
Middlesex ist eine Grafschaft (county), die den zentralen Teil von Jamaika umfasst. Sie hat eine Fläche von 5041,9 km² und hatte 1.183.361 Einwohner bei der Volkszählung 2001. In Middlesex liegt die frühere Hauptstadt Jamaikas, Spanish Town.

Middlesex County

Die Grafschaft ist untergliedert in fünf Landkreise (Parishes):
- Clarendon Parish
- Manchester Parish
- Saint Ann Parish
- Saint Catherine Parish
- Saint Mary Parish